# Diplopterygium volubile
Diplopterygium volubile är en ormbunkeart som först beskrevs av Franz Wilhelm Junghuhn, och fick sitt nu gällande namn av Takenoshin Nakai. Diplopterygium volubile ingår i släktet Diplopterygium och familjen Gleicheniaceae. Inga underarter finns listade.